# 이호르 베자이
이호르 베자이(본명: 이호르 볼로디미로비치 베자이, 우크라이나어: Ігор Володимирович Бедзай, 1972년 7월 20일 ~ 2022년 5월 7일)는 우크라이나 해군 장교이자 러시아의 우크라이나 침공 당시 러시아군의 헬리콥터가 격추되어 사망한 조종사이다. 그는 또한 우크라이나 해군의 부사령관이었다. 사후에 우크라이나의 영웅이라는 칭호를 받았다.

## 기념
2022년 6월 24일, 우크라이나 대통령령에 따라, 우크라이나의 영웅 이호르 베자이 대령의 기억을 영속시키기 위해 독립과 영토 보전을 수호하는 동안 보여준 용기와 영웅적 행위, 불굴의 정신이 드러났다. 우크라이나, 우크라이나 국군 해군 제10해군항공여단 인원이 할당된 임무를 모범적으로 수행한 것을 고려하여 이 여단은 우크라이나의 영웅인 이호르 베자이 대령의 이름을 따서 명명되었으며 미래에는 여단은 "우크라이나의 영웅, 우크라이나 국군 해군의 이호르 베자이 대령의 이름을 딴 제 10 해병 항공 여단"으로 알려지게 되었다.